# Dan Mori
Pour les articles homonymes, voir Mori.
Dan Mori (דן מורי), né Dean Mori, est un footballeur israélien, né le 8 novembre 1988 à Tel Aviv-Jaffa. Pouvant évoluer au poste de défenseur central ou d'arrière latéral, il joue actuellement au Beitar Ramat Gan.

## Palmarès
- Bnei Yehoudah
  - Vainqueur de la Coupe d'Israël en 2019
  - Finaliste de la Coupe d'Israël en 2010

## Statistiques
| Saison    | Club                   | Pays       | Championnat        | Coupes nationales | Coupes d'Europe       | Israël   |
| --------- | ---------------------- | ---------- | ------------------ | ----------------- | --------------------- | -------- |
| 2006-2007 | Bnei Yehoudah Tel-Aviv | Ligat HaAl | 1 match            | -                 | -                     | -        |
| 2007-2008 | Bnei Yehoudah Tel-Aviv | Ligat HaAl | -                  | -                 | -                     | -        |
| 2008-2009 | Bnei Yehoudah Tel-Aviv | Ligat HaAl | 32 matchs / 1 but  | 5 matchs          | -                     | -        |
| 2009-2010 | Bnei Yehoudah Tel-Aviv | Ligat HaAl | 31 matchs          | 5 matchs          | 7 matchs / 1 but (C3) | 2 matchs |
| 2010-2011 | Bnei Yehoudah Tel-Aviv | Ligat HaAl | 26 matchs          | 6 matchs          | 2 matchs (C3)         | -        |
| 2011-2012 | Bnei Yehoudah Tel-Aviv | Ligat HaAl | 33 matchs / 3 buts | 3 matchs          | 4 matchs (C3)         | -        |
| 2012-2013 | Bnei Yehoudah Tel-Aviv | Ligat HaAl | -                  | -                 | 3 matchs (C3)         | 1 match  |
| 2012-2013 | Vitesse Arnhem         | Eredivisie | 5 matchs           | 2 matchs          | -                     | 4 matchs |

Dernière mise à jour le 9 juin 2013